# Narodowy algorytm szyfrujący
NASZ (Narodowy Algorytm Szyfrujący) – algorytm szyfrujący o niejawnej specyfikacji, stosowany do ochrony informacji niejawnych stanowiących tajemnicę służbową, oznaczonych klauzulą „poufne”. Według nieoficjalnych danych algorytm oparty jest na 3DES z funkcją whiteningu, której celem jest upodobnienie sygnału wyjściowego do białego szumu. Obecnie algorytm jest implementowany wyłącznie w sprzętowych układach szyfrujących urządzeń polskich producentów. Wersje tych urządzeń zawierające implementacje algorytmu NASZ przygotowywane są we współpracy z Departamentem Bezpieczeństwa Teleinformatycznego Agencji Bezpieczeństwa Wewnętrznego, który jest właścicielem algorytmu.